# Instrumentalismo
En filosofía de la ciencia, el instrumentalismo es una posición filosófica que sostiene que las teorías y modelos científicos no pretenden o no deben intentar representar la realidad, sino que son o deben ser instrumentos para manejarse en el mundo. Más precisamente, según esta perspectiva, las teorías científicas no son más que herramientas cuya finalidad es o bien heurística (útil para el avance del conocimiento) o bien predictiva (útil como base de pronósticos técnicos).
La posición instrumentalista es una consecuencia metodológica del fenomenismo, una perspectiva gnoseológica que se caracteriza por negar la posibilidad de que el conocimiento trascienda los fenómenos, es decir los productos de la experiencia humana, y consiga representar la realidad. Consecuentemente, el instrumentalismo se encuentra asociado a diversas variantes de empirismo, entre ellas el positivismo y el pragmatismo. Se trata, pues, de un tipo de antirrealismo, de una posición escéptica que se opone al realismo y, en particular, al realismo metodológico.
Cabe mencionar que para el instrumentalista o bien no hay auténticas explicaciones científicas o bien las considera idénticas a las descripciones, es decir a los datos empíricos y las generalizaciones o modelos que resumen esos datos empíricos.